# Tamanredjo
Tamanredjo est un ressort et une ville du Suriname, située dans le district de Commewijne. Sa population au recensement de 2012 est de 6 601 habitants.

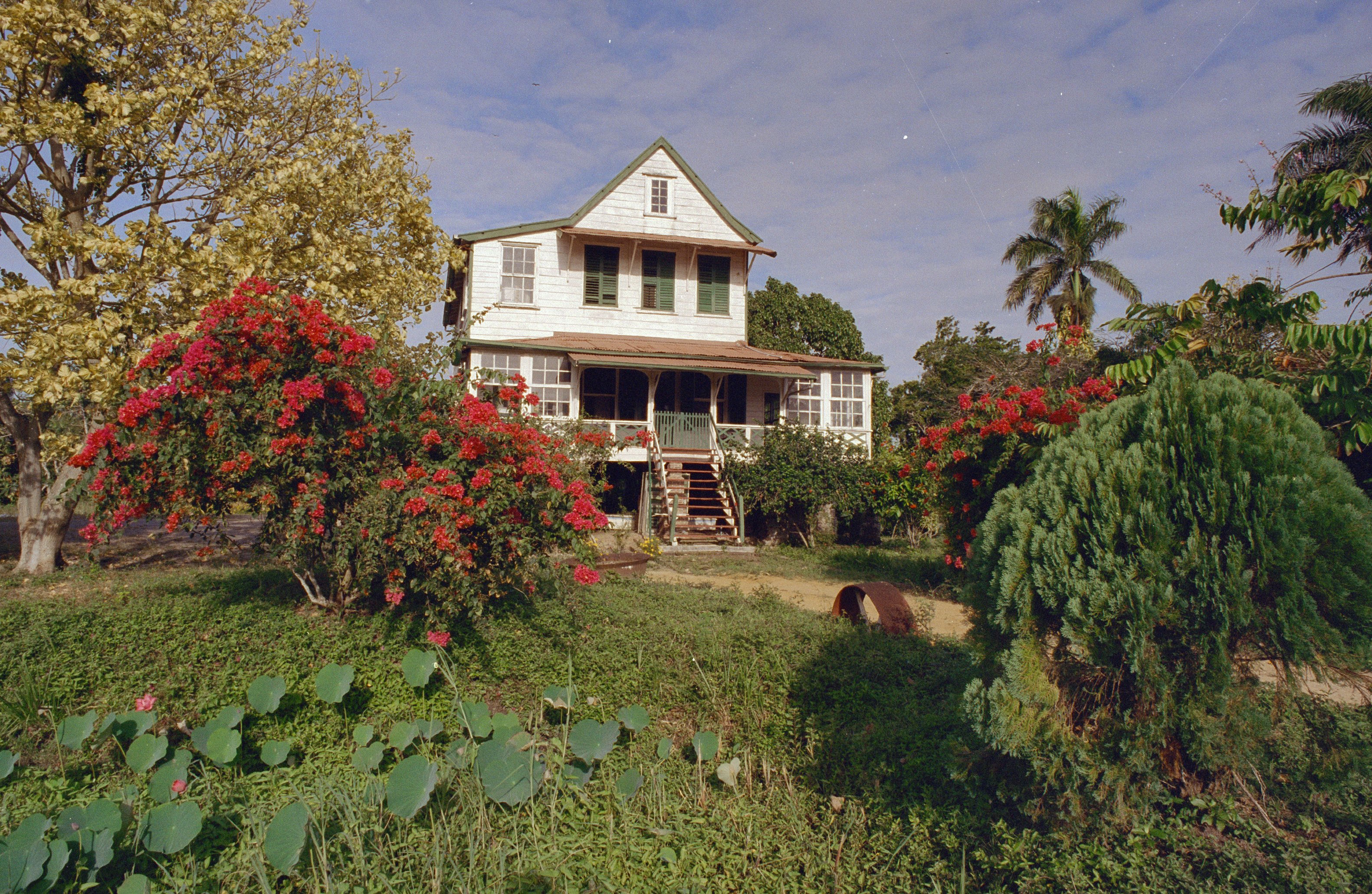
Maison du directeur à Sorgvliet